# Koinonia
Koinonía är ett grekiskt ord som betyder ”gemenskap”. I Nya testamentet förekommer ordet i betydelsen gudstjänstgemenskap.
Missionsprovinsen använder begreppet för sina gudstjänstgemenskaper och fria församlingar i Sverige.